# Jakub Hilary Barbal Cosan
Jakub Hilary Barbal Cosan FSC (ur. 2 stycznia 1898 w Enviny w pobliżu Urgell, zm. 18 stycznia 1937 w Tarragonie) – święty Kościoła katolickiego, hiszpański zakonnik, ofiara prześladowań religijnych hiszpańskiej wojny domowej.
Po siedmioletnim pobycie w seminarium w Seo de Urgell stan zdrowia zmusił go do przerwania nauki. Wstąpiwszy w 1916 r. do zakonu lasalianów przyjął imiona zakonne Jakub Hilary (jego chrzcielnymi były imiona Emanuel Jan Daniel). Po dwóch latach rozpoczął swój apostolat jako nauczyciel. Praca ta przyniosła mu uznanie i w 1926 r. wysłano go do Pibrac, gdzie wykładał katechizm i uczył języka hiszpańskiego. W 1934 r. postępująca głuchota uniemożliwiła mu dalszą pracę wychowawczą i powrócił do kraju. Pracował fizycznie jako kucharz w Colat, a od 1934 r. w Cambrils (Tarragona (prowincja)). Po aresztowaniu, które nastąpiło w Mollerussie 24 sierpnia 1936 r. od grudnia do 15 stycznia więziony był na statku zamienionym w więzienie.
Jakub Hilary Barbal Cosan postawiony został przed Trybunałem Ludowym i postawiono mu m.in. zarzut nauczania łaciny. Karykaturalny proces zakończył się skazaniem zakonnika na śmierć i rozstrzelaniem. Według świadków nie ukrywał swego stanu zakonnego, a na śmierć szedł z modlitwą na ustach. W chwili śmierci przebaczył swoim zabójcom i wzniósł okrzyk: 

Przyjaciele, umierać dla Chrystusa znaczy królować.

Jakub Hilary Barbal Cosan beatyfikowany został przez papieża Jana Pawła II 29 kwietnia 1990 r., a kanonizacja odbyła się 21 listopada 1999 r. w  bazylice św. Piotra na Watykanie.
Dniem, w którym wspominany jest w Kościele katolickim jest dzienna rocznica śmierci, 9 października.